# رامون مارتينيز
رامون مارتينيز (بالإسبانية: Ramón Martínez)‏ هو سياسي فنزويلي، ولد في 1901 في فنزويلا. حزبياً، نشط في حزب الطليعة التقدمية. وقد انتخب عضو مجلس نواب فنزويلا.